# Alan Blackburn
Alan Blackburn (Mansfield, 4 de agosto de 1935 - Mansfield, 14 de enero de 2014) fue un futbolista británico que jugaba en la demarcación de delantero.

## Trayectoria
Alan Blackburn debutó como futbolista en diciembre de 1954 con el West Ham United FC. En aquel momento se convirtió en el futbolista más joven en debutar con el club. Jugó en el equipo durante tres temporadas más, marcando un total de tres goles en 17 partidos jugados. En su última temporada con el equipo ganó la Football League Championship. En 1958 fue traspasado al FC Halifax Town por 7.000 libras para los tres años siguiente en los que jugó 133 partidos y marcó 35 goles. En verano de 1961 el Margate FC se hizo con los servicios del jugador. Debutó con derrota el 19 de agosto de 1961 contra el Wisbech Town FC. Su primer gol con el equipo, de los 122 que marcó, se produjo el 23 de agosto de 1961 contra el Rugby Town FC. En 1963, ganó la Southern Football League, ascendiendo así de categoría. Tras dejar el club en 1965 fichó por el Wellington Town FC por tres temporadas en las que marcó 20 goles. Finalmente en 1968 se retiró como futbolista.
Alan Blackburn falleció el 14 de enero de 2014 a los 78 años de edad.

## Clubes
| Club               | País       | Año         | Partidos | Goles |
| ------------------ | ---------- | ----------- | -------- | ----- |
| West Ham United FC | Inglaterra | 1954 - 1958 | 17       | 3     |
| FC Halifax Town    | Inglaterra | 1958 - 1961 | 133      | 35    |
| Margate FC         | Inglaterra | 1961 - 1965 | 211      | 122   |
| Wellington Town FC | Inglaterra | 1965 - 1968 | ¿?       | 20    |

## Palmarés

### Campeonatos nacionales
| Título                       | Club               | País       | Año  |
| ---------------------------- | ------------------ | ---------- | ---- |
| Football League Championship | West Ham United FC | Inglaterra | 1958 |
| Southern Football League     | Margate FC         | Inglaterra | 1963 |